# Asla
Asla ou Assela (em árabe: عسلة) é uma comuna localizada na província de Naâma, Argélia. De acordo com o censo de 2008, a população total da cidade era de 9 879 habitantes.